# Babynzi
Babynzi (ukrainisch Бабинці; russisch Бабинцы Babinzy) ist eine Siedlung städtischen Typs in der ukrainischen Oblast Kiew mit etwa 2700 Einwohnern (2014).

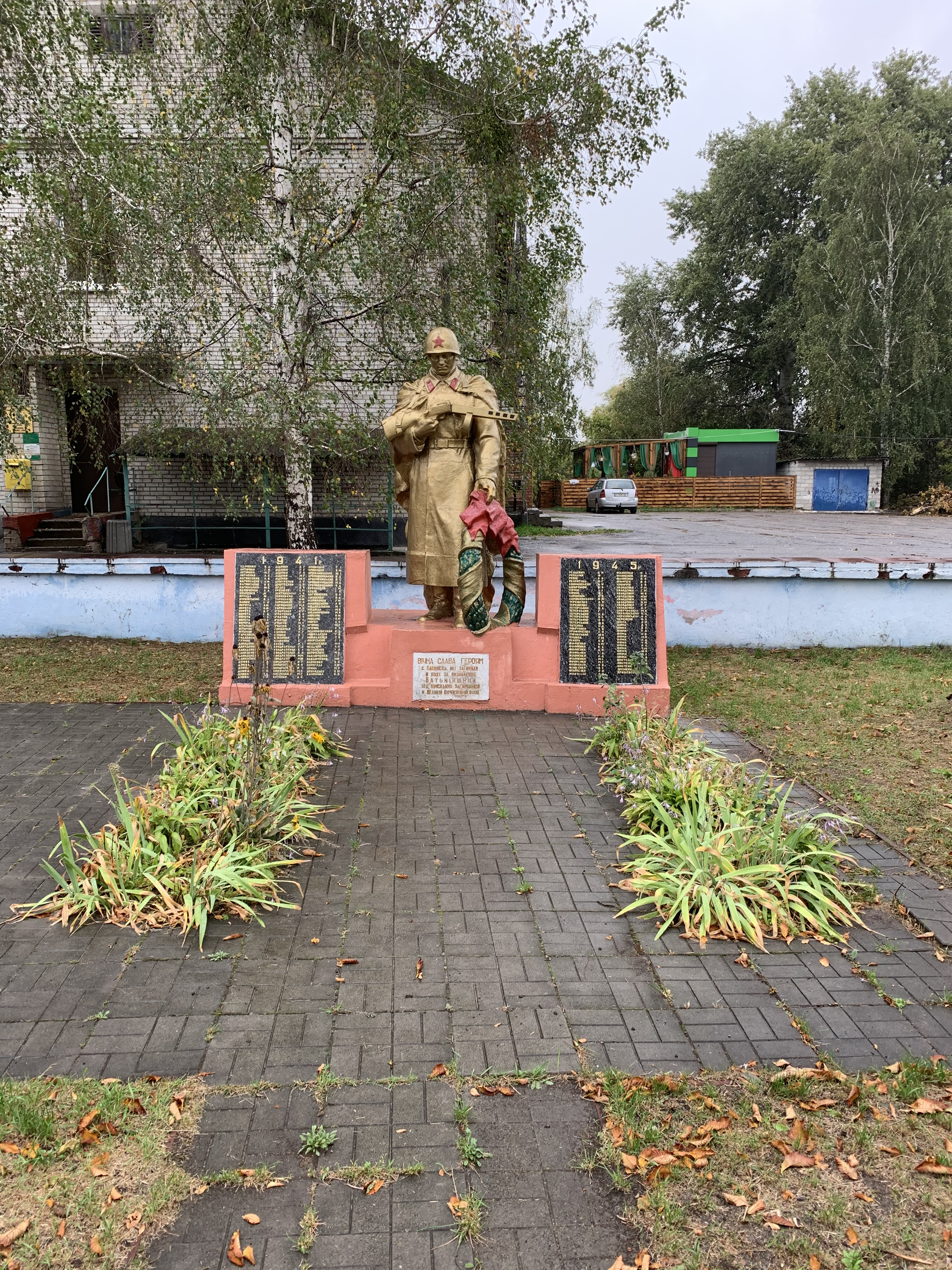
Denkmal im Ort

Die 1552 erstmals schriftlich erwähnte Ortschaft liegt im Rajon Butscha am rechten Ufer des Sdwysch (ukrainisch Здвиж), einem 145 km langen Nebenfluss des Teteriw und besitzt seit 1938 den Status einer Siedlung städtischen Typs.
Babynzi befindet sich 5 km nördlich der Fernstraße M 07 zwischen dem 15 km westlich liegenden ehemaligen Rajonzentrum Borodjanka und dem Flughafen Kiew-Gostomel.
Am 12. Juni 2020 wurde die Siedlung ein Teil der neugegründeten Stadtgemeinde Butscha, bis dahin bildete sie zusammen mit dem Dorf Buda-Babynezka (Буда-Бабинецька) die gleichnamige Siedlungsratsgemeinde Babynzi (Бабинецька селищна рада/Babynezka selyschtschna rada) im Osten des Rajons Borodjanka.
Am 17. Juli 2020 kam es im Zuge einer großen Rajonsreform zum Anschluss des Rajonsgebietes an den Rajon Butscha.